# جيمس غريفين (لاعب كرة قدم أمريكية)
جيمس غريفين (بالإنجليزية: James Griffin)‏ هو لاعب كرة قدم أمريكية أمريكي، ولد في 7 سبتمبر 1961 في كاميلا في الولايات المتحدة.

## وصلات خارجية
- جيمس غريفين على موقع مرجع كرة القدم المحترفة.كوم (الإنجليزية)